# OR6C4
Olfaktorni receptor 6C4 je protein koji je kod ljudi kodiran OR6C4 genom.
Olfaktorni receptori formiraju interakcije sa molekulima mirisa u nosu, čime se inicira neuronski respons koji izaziva percepciju mirisa. Oni su odgovorni za prepoznavanje i G proteinima posredovanu transdukciju mirisnih signala. Proteini olfaktornih receptora su članovi velike familije G protein spregnutih receptora (GPCR). Poput mnogih receptora za neurotransmitere i hormone, olfaktorni receptori imaju strukturu 7-transmembranskog domena. Oni su kodirani genima sa jednim eksonom. Geni olfaktornih receptora su najveća familija genoma. Nomenklatura gena i proteina olfaktornih receptora je nezavisna od drugih organizama.

## Literatura
- Lauzurica P; Bragado R; López D;  . (1992). „Asymmetric selection of T cell antigen receptor alpha- and beta-chains in HLA-B27 alloreactivity”. J. Immunol. 148 (11): 3624—30. PMID 1316921.
- Youngblood K; Fruchter L; Ding G;  . (1994). „Rheumatoid factors from the peripheral blood of two patients with rheumatoid arthritis are genetically heterogeneous and somatically mutated”. J. Clin. Invest. 93 (2): 852—61. PMC 293948 . PMID 7509350. doi:10.1172/JCI117040.
- Malnic B, Godfrey PA, Buck LB (2004). „The human olfactory receptor gene family”. Proc. Natl. Acad. Sci. U.S.A. 101 (8): 2584—9. PMC 356993 . PMID 14983052. doi:10.1073/pnas.0307882100.

## Spoljašnje veze
- OR6C4+protein,+human на 